# Штретвегская культовая повозка
Штретвегская культовая повозка (нем. Strettweger Opferwagen) — бронзовый культовый предмет в виде повозки с людьми. Датируется около 600 г. до н. э. Обнаружен в 1851 году в захоронении князя гальштатской культуры в деревне Штретвег близ Юденбурга в Австрии. Вместе с повозкой обнаружены и другие погребальные дары, такие, как бронзовые украшения и амфоры, железное оружие и конская сбруя.
Повозка состоит из четырёхугольного основания с четырьмя колёсами. В центре повозки расположена женская фигура ростом 32 см, держащая в высоко поднятых руках блюдоподобный предмет. Помимо неё, блюдо опирается на две скрещенные опоры. На блюде находится полукруглый котёл с повреждённым краем и улиткообразным орнаментом. Помимо женщины с котлом, на повозке находятся и другие фигуры в виде стоящих или сидящих верхом на конях людей, а также животные, напоминающие коней и оленей. Изображённая сцена интерпретируется как жертвоприношение.
В 2009 году повозку отреставрировали. Экспонируется в замке Эггенбергов в Граце, а её точная копия украшает музей г. Юденбурга.